# Picatinny-Schiene

Abmessungen einer Picatinny-Schiene

Die Picatinny-Schiene (englisch Picatinny rail) ist eine nach NATO-Standard genormte, gezahnte Schiene zur schnellen und wiederholgenauen Montage von Zubehörteilen auf Schusswaffen. An ihr können beispielsweise Visiereinrichtungen,  Nachtsichtgeräte, Laseraufsätze, taktisches Licht (engl. Taclight), Anbau-Granatwerfer und -Flinten, Kameras, Vorderschaftgriffe, Erdsporne, Zwei- und Dreibeine, Trageriemen und -griffe, Bajonette, Patronenhalter, Taser oder Hülsensäcke befestigt werden.

## Geschichte

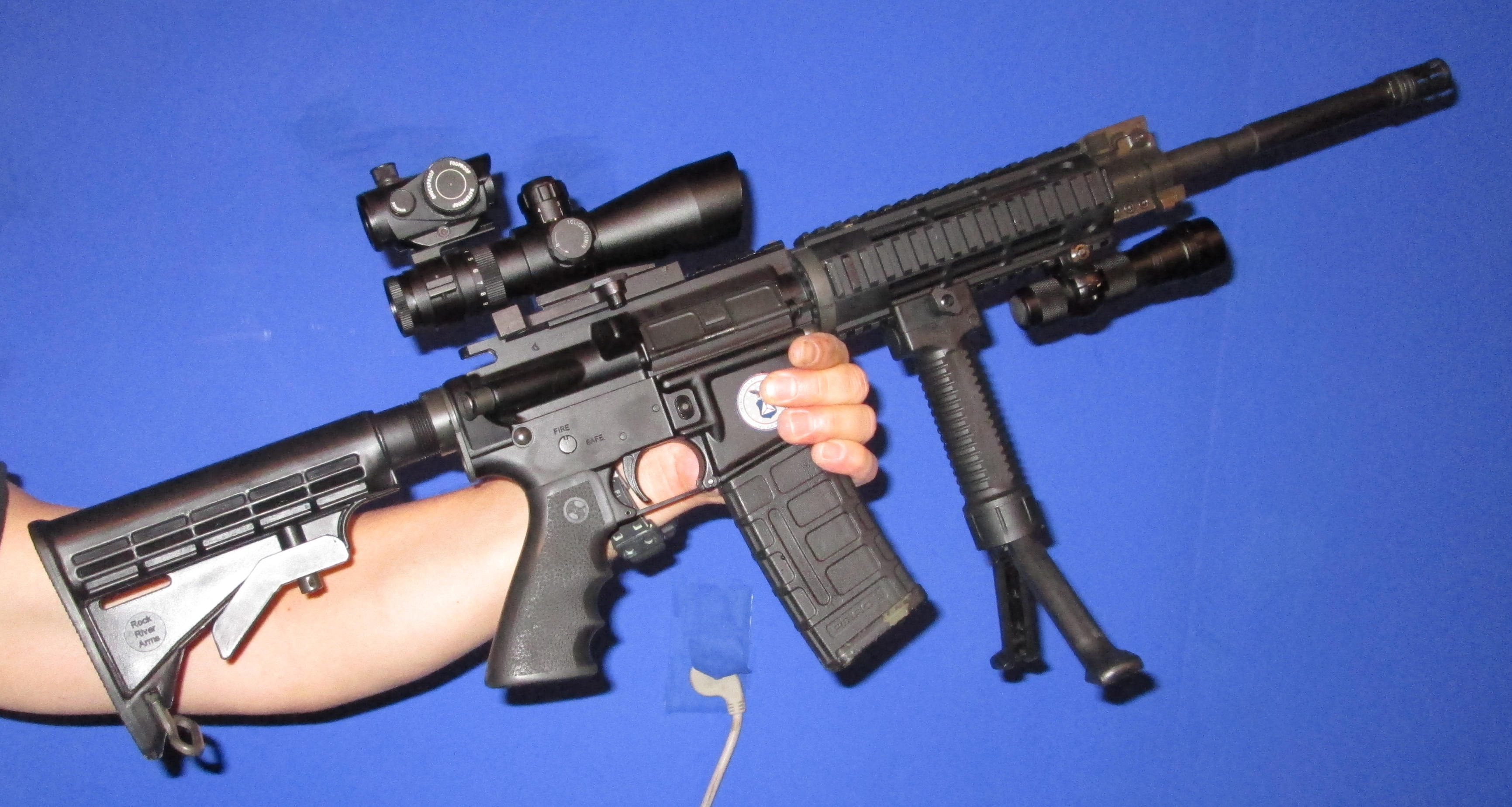
AR-15 mit vier Picatinny-Schienen

Als SWAT- und Spezialeinheiten begannen, eine immer größere Anzahl von Zubehörteilen wie Lichtquellen, Rotpunktvisiere oder Griffe an ihren Waffen zu montieren, wurde eine Standardisierung der Montage und Erhöhung der Montagemöglichkeiten notwendig. In den 1980er-Jahren entwickelte A.R.M.S. (Atlantic Research Marketing Systems) die Prinzipien der Weaver-Schiene, der weltweit ersten standardisierten Montageschiene, weiter, um diesen Anforderungen gerecht zu werden. Später entwickelte das Picatinny Arsenal mit dem Projektleiter Gary Houtsma das System weiter und setzte die Normierung um.
Am 3. Februar 1995 wurde die Spezifikation offiziell verabschiedet. Die Picatinny-Schiene wird offiziell als MIL-STD-1913 bezeichnet und wurde mit dieser Spezifikation in der NATO als STANAG 2324 übernommen.

## Technik

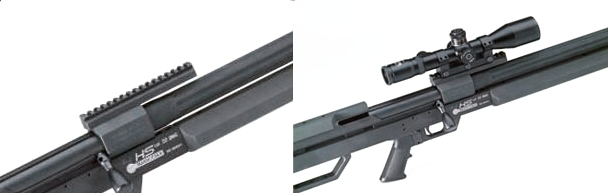
Linkes Bild: Eine Picatinny-Schiene eines Steyr HS .50
Rechtes Bild: Eine Picatinny-Schiene mit aufgestecktem Zielfernrohr

Die Norm definiert die Form und Abmessungen des Schienenkopfes und damit der eigentlichen Aufnahme für das Zubehör. Die Schiene selbst ist 0,617″ (15,67 mm) und der Schienenkopf 0,835″ (21,20 mm) breit und entspricht in diesen Abmessungen weitestgehend der Weaver-Schiene.
Die in regelmäßigen Abständen angeordneten, rechteckförmigen Quernuten haben eine Breite von 0,208 Zoll (5,28 mm) und einen Mitte-zu-Mitte-Abstand von 0,394" (10,01 mm). Der Querschnitt der Schiene hat ungefähr die Form eines breiten „T“, so dass Visiereinrichtungen und Ähnliches von einem Ende hinaufgeschoben und befestigt werden können. Die Quernuten nehmen zum einen effektiv die Rückstoßkräfte durch die formschlüssige Verbindung auf und verhindern so ein Wandern der angebauten Teile, und erlauben zum anderen eine Montage in verschiedenen Abständen oder mehrerer Geräte hintereinander (beispielsweise die Kombination eines Nachtsichtgerätes vor dem Zielfernrohr). Zur Vereinfachung der Montage und zur Erleichterung der Positionierung des Zubehörs sind die Nuten in der Regel nummeriert.
Die Unterseite der Schiene ist nicht genormt, sondern muss der Kontur der Waffe angepasst sein, mit der sie in der Regel verschraubt ist. Typischerweise ist die Picatinny-Schiene direkt auf dem Gehäuse der Waffe montiert, also dort, wo sich sonst eine Offene Visierung oder ein Zielfernrohr befinden.

Zunächst verfügten hauptsächlich großkalibrige Gewehre über eine Picatinny-Schiene; sie fand durch die Verbreitung von Nachtsichtgeräten später auch auf Sturmgewehren Verwendung. Heute wird sie auch zur Montage von Taclights, Lasern, Granatwerfern und anderen Zubehörteilen benutzt, so dass viele moderne Waffen zum Teil über mehrere Schienen, auch am Vorderschaft, verfügen, wie zum Beispiel das HK416 oder das FN SCAR.

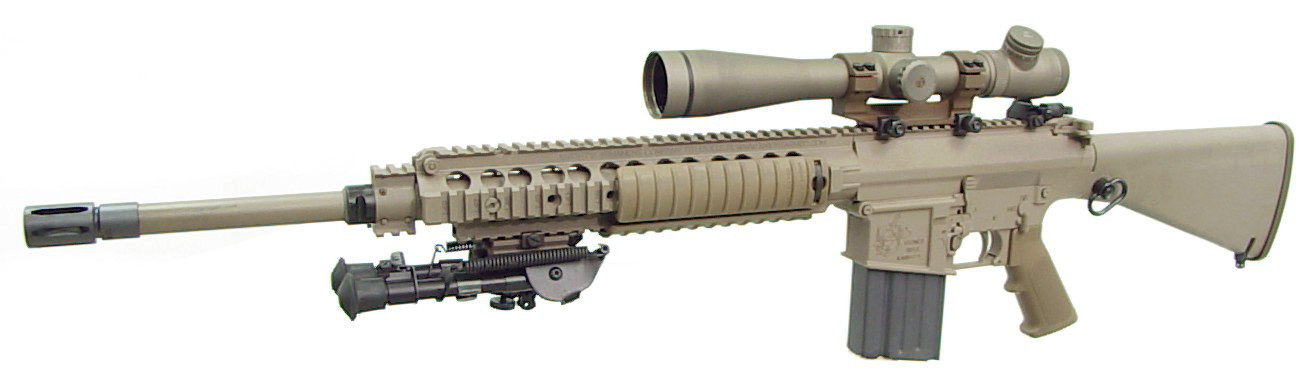
Scharfschützengewehr M110 mit Schutzleisten

An nicht genutzten Teilen der Schiene können Schutzleisten aus Kunststoff montiert werden. Diese schützen sowohl die Schiene vor Beschädigungen als auch die Hand vor den Kanten der Schiene und, bei sehr niedrigen und hohen Temperaturen, Kälte und Hitze.

## NATO-Schiene
Eine 2009 verabschiedete Weiterentwicklung ist die NATO-Schiene (STANAG 4694), welche für die Picatinny-Schiene entwickeltes Zubehör aufnehmen kann, jedoch eine passgenauere Montage ermöglicht, um somit beim Wechsel von Optiken diese für eine gegebene Waffe nicht immer wieder erneut einschießen zu müssen. Die NATO-Schiene findet bereits auf dem G28 Verwendung.